# Lijst van instellingen voor islamitisch onderwijs in Nederland
Dit is een lijst van instellingen voor islamitisch onderwijs in Nederland. Nederland telde in 2019 49 islamitische basisscholen en twee islamitische middelbare scholen.

## Islamitisch basis- en voortgezet onderwijs in Nederland
- Islamitische Scholen Besturen Organisatie (ISBO)
- Stichting Islamitische Onderwijsgroep Nederland (ION)
- Stichting Islamitisch Primair Onderwijs (Sipo), Breda

## Islamitische basisscholen
Dit overzicht is mogelijk incompleet; u kunt helpen door het uit te breiden.

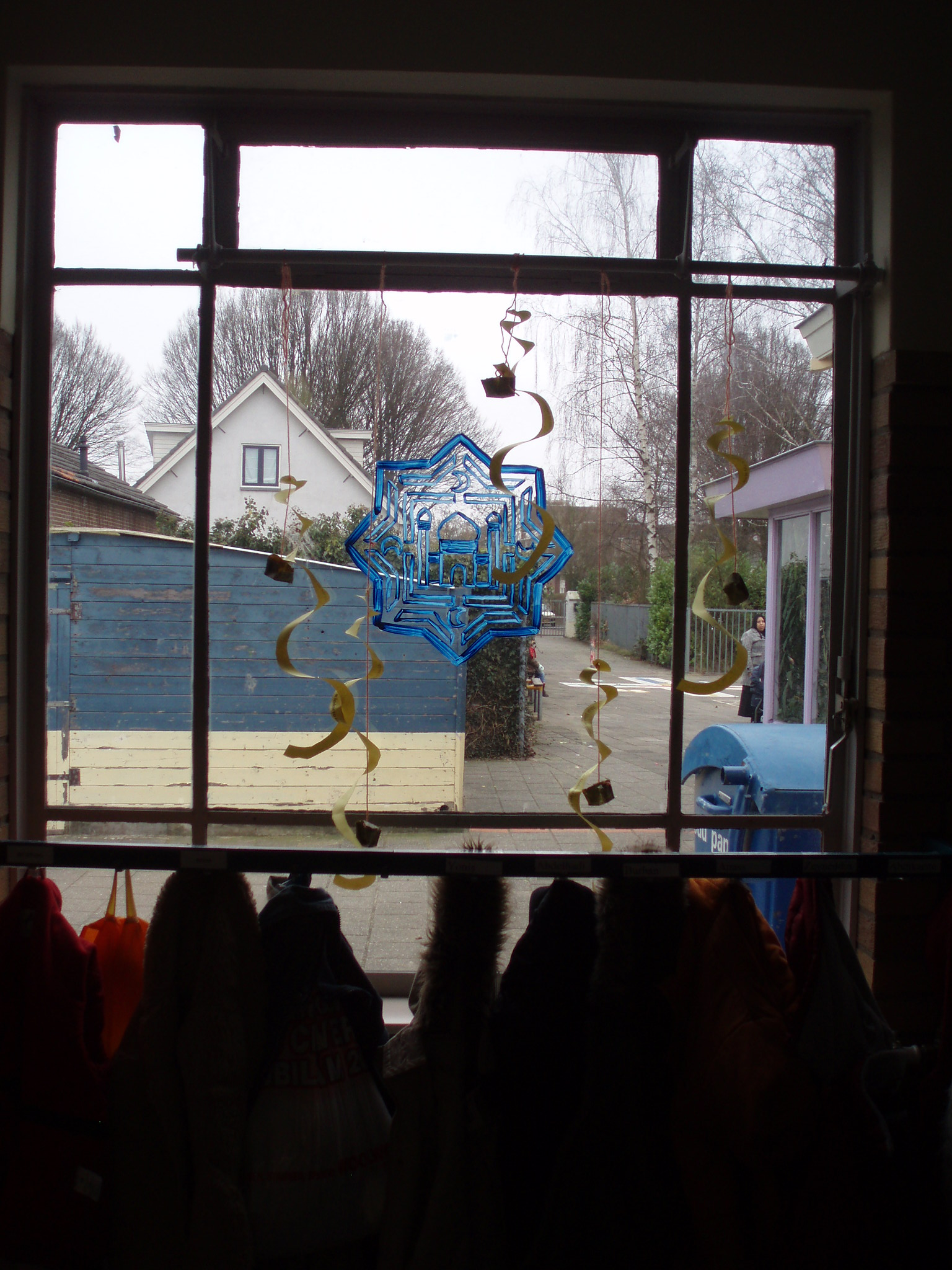
Een raamschildering op een islamitische basisschool

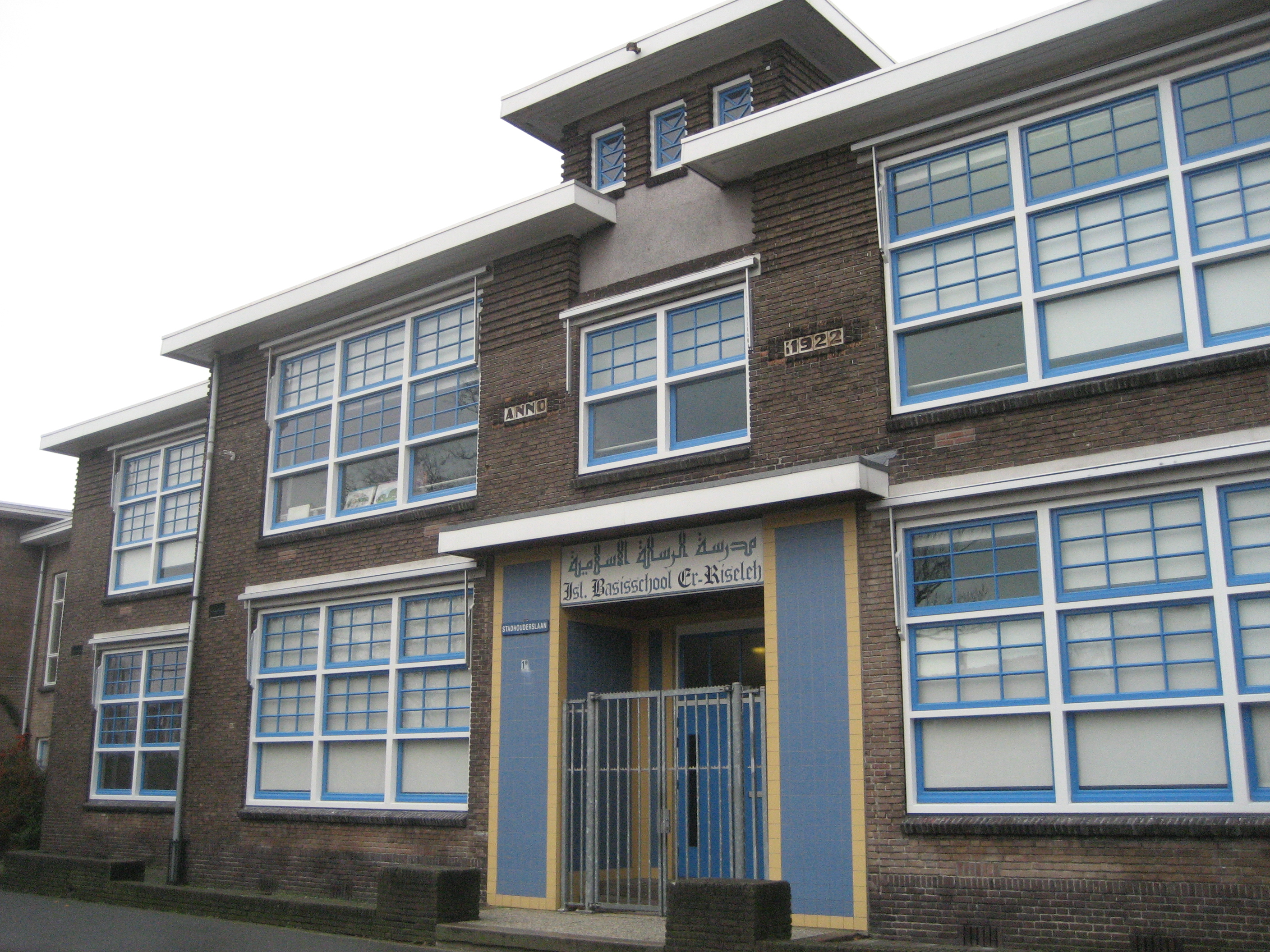
Er Risèlèh (Leiden), sinds 1992

- Islamitische basisschool Risala, Rotterdam
- Islamitische basisschool Isra, Rotterdam
- Islamitische basisschool Al Amana , Ede
- Islamitische basisschool Al Ghazali, Rotterdam
- Islamitische basisschool Aboe da'oedschool Utrecht
- Islamitische basisschool Al Hambra, Utrecht
- Islamitische basisschool Al Qoeba, Den Haag
- Islamitische basisschool An Noer Alphen Aan Den Rijn
- Islamitische basisschool Bilal, Amersfoort
- Islamitische basisschool De Roos, Zaandam
- Islamitische basisschool El Amien I, Amsterdam
- Islamitische basisschool El Amien II, Amsterdam
- Islamitische basisschool Al Wafa, Amsterdam
- Islamitische basisschool El Furkan, Schiedam
- Islamitische basisschool Al Wahda, Heerlen
- Islamitische basisschool El Habib, Maastricht
- Islamitische basisschool Hidaya, Nijmegen
- Islamitische basisschool Ibni Sina-A, Arnhem
- Islamitische basisschool Ibni Sina-B, Rotterdam
- Islamitische basisschool Ikra, Dordrecht
- Islamitische basisschool Yunus Emre, Den Haag
- Islamitische basisschool Ababil, Schiedam
- Islamitische basisschool Noen, Rotterdam
- Islamitische basisschool El Boukhari, Leerdam
- Islamitische basisschool Salah Eddin El Ayyoubbi, Helmond
- Islamitische basisschool Al-Iman, Almere
- Islamitische basisschool Al Qalam, Gouda
- Islamitische basisschool Tarieq Ibnoe Ziyad, Eindhoven
- Islamitische basisschool Aboe El Chayr, Tilburg (Stichting Islamitisch Primair Onderwijs)[2]
- Islamitische basisschool Al Amana, Ede
- Islamitische basisschool Bedir, Uden
- Islamitische basisschool Feth, Bergen op Zoom
- Islamitische basisschool Al Ikhlaas, Haarlem
- Islamitische basisschool Al Islaah, Harderwijk
- Islamitische basisschool El Kadisia, Amsterdam
- Islamitische basisschool Mozaïek, Oss
- Islamitische basisschool An Nasr, Alkmaar
- Islamitische basisschool Nour, 's-Hertogenbosch
- Islamitische basisschool Okba Ibnoe Nafi, Breda (Stichting Islamitisch Primair Onderwijs)[2]
- Islamitische basisschool El Feth, Bergen op Zoom (Stichting Islamitisch Primair Onderwijs)[2]
- Islamitische basisschool Aïsha, Roosendaal (Stichting Islamitisch Primair Onderwijs)[2]
- Islamitische basisschool As Soeffah, Amsterdam
- Islamitische basisschool Al Ummah, Enschede
- Islamitische basisschool De Tulp, Hengelo[3]
- Islamitische basisschool De Zonnebloem, Deventer
- Islamitische basisschool As Siddieq, Amsterdam
- Islamitische basisschool Al Ihsaan, Lelystad
- Islamitische basisschool Ayoub, Hilversum
- Islamitische basisschool Elif, Hoorn
- Islamitische basisschool Elif, Amsterdam
- Islamitische basisschool Alhambraa, Roermond
- Islamitische Basisschool Al Andalous, Venlo

## Islamitische middelbare scholen
- Islamitische Scholengemeenschap Ibn Ghaldoun, Rotterdam (gesloten in 2013)
- Islamitisch College Amsterdam, Amsterdam (gesloten in 2010)
- Islamitische Middelbare school Avicenna, Rotterdam (voortgekomen uit ISG Ibn Ghaldoun)
- Cornelius Haga Lyceum, Amsterdam, (geopend in 2017)

## Islamitisch hoger onderwijs in Nederland
De Nederlandse islamitische instituten voor hoger onderwijs zijn gericht op onderwijs over de Arabische taal, de islam en/of islamitische geschiedenis. Bij een aantal instituten kan men een opleiding tot imam / geestelijk verzorging volgen.
- IUA - International University of Applied Sciences Amsterdam
- Dar al ‘lm, Instituut voor Islamstudies, Den Haag
- Islamitische Universiteit van Europa (de) (IUE), Rotterdam en Utrecht, ging na een reeks ernstige misstanden op 5 februari 2019 failliet[4]
- Islamitische Universiteit Rotterdam (IUR), Rotterdam
- Madrasah Raayatun Nabiy, Den Haag
- Madrasah Darul-Erkam, Heemskerk-Beverwijk
- Stichting Al Islah, Lochem
- Fahm Instituut, Islamitisch kennis- en cultuurinstituut met een inclusieve, meerstemmige en holistische benadering, Alblasserdam

## Islamitisch online onderwijs
- Imaan Instituut

## Islamitisch onderwijs in het weekend (voor de jeugd)
- Islam voor Kinderen